# Энди Сан Димас
Сара Джоэль Хильдебранд (англ. Sarah Joelle Hildebrand), больше известная как Энди Сан Димас (англ. Andy San Dimas) — американская эротическая модель и порноактриса.

## Биография

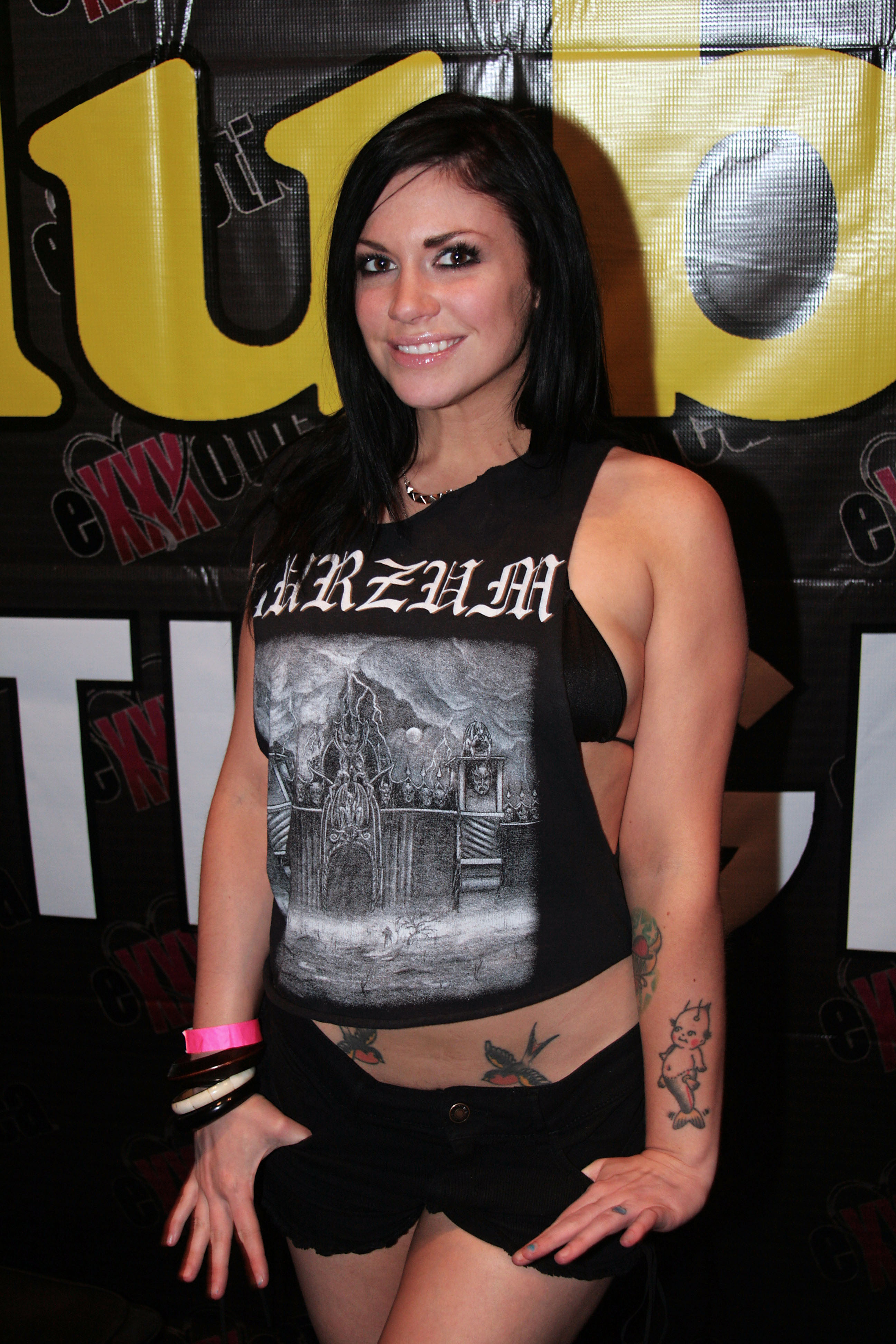

Сара родилась 3 октября 1986 года в Балтиморе, штат Мэриленд. С 18 лет работала в магазине, специализирующемся по продаже видео для взрослых. В порноиндустрию попала благодаря режиссёру Иону МакКаю, которому Сара через социальную сеть Myspace отправила свои эротические фотографии. Дебют Сан Димас состоялся в его порнофильме «Dana DeArmond’s Role Modeling» в декабре 2007 года.
В 2011 году за участие в фильме Акселя Брауна «This Ain’t Glee XXX» (от компании Hustler Video) Энди была удостоена AVN Awards в номинации Лучшая актриса (в том году первых мест в номинации было два: помимо Сан Димасс, победительницей была Индия Саммер за «An Open Invitation: A Real Swinger’s Party in San Francisco»).
В 2012 году приняла участие в съёмках 15-минутного фильма «Through Sin and Self-Destruction» группы Asking Alexandria.
По данным на 2019 год, Энди Сан Димас снялась в 459 порнофильмах. После этого года актриса не снималась в жанре XXX.

## Премии и номинации
- Лауреат AVN Awards 2011 — Лучшая актриса за «This Ain’t Glee XXX»[6].
- Лауреат XBIZ Award 2011 — Лучшая исполнительница года[7][8].
- Лауреат AVN Awards 2012 — Best POV Sex Scene (вместе с Бобби Старр и Эриком Эверхардом) — Double Vision 3[9].
- Номинант XBIZ Award 2012 в категориях Лучшая исполнительница года и Кроссовер-звезда года[10].